# Szczytniki (województwo mazowieckie)
Szczytniki – wieś sołecka w Polsce położona w województwie mazowieckim, w powiecie płońskim, w gminie Załuski.
W latach 1975–1998 miejscowość położona była w województwie ciechanowskim.